# Amont-et-Effreney
 Amont-et-Effreney  es una población y comuna francesa, situada en la región de Franco Condado, departamento de Alto Saona, en el distrito de Lure y cantón de Faucogney-et-la-Mer.

## Demografía
| 366 | 333 | 290 | 256 | 229 | 194 |
| Para los censos de 1962 a 1999 la población legal corresponde a la población sin duplicidades (Fuente: INSEE [Consultar]) |     |     |     |     |     |